# Гай Атей Капитон (народный трибун)
Гай Ате́й Капито́н (лат. Gaius Atteius Capito; умер, по одной из версий, в конце 43 года до н. э., Римская республика) — римский политический деятель из плебейского рода Атеев, народный трибун в 55 году до н. э. Политический противник Помпея и Красса в деле раздела провинций.

## Биография
Когда консул 55 года до н. э. Марк Лициний Красс, не дожидаясь истечения своих консульских полномочий, собрался в конце года отъезжать в закреплённую отныне за ним на ближайшие пять лет Сирию, Гай Атей, будучи действующим народным трибуном, распорядился заточить триумвира в тюрьму. Когда же Красс был освобождён другими трибунами, Капитон изрёк целый ряд проклятий против него, указывая на неблагоприятные небесные знамения, за что в 50 году до н. э. подвёргся взысканию со стороны цензора Аппия Клавдия Пульхра. Позже Капитон примкнул к «партии» Гая Юлия Цезаря; учитывая это обстоятельство, канадский учёный-антиковед Р. Броутон выдвинул версию о предполагаемом занятии Атеем претуры до гибели диктатора в марте 44 года до н. э.
Благодаря переписке Марка Туллия Цицерона известно, что в июле 44 года до н. э. Гай Атей был жив, занимая должность префекта или легата: оратор от имени Тита Помпония Аттика, ведшего торговые дела в Эпире, обратился к нему и новоизбранному претору (претору-десигнату) Луцию Плавтию Планку, находившимся в Эпире, с письменным заявлением (книжкой) об отмене конфискации земли бутротцев, внесённой покойным диктатором в проскрипционные списки и планировавшим разделить её между своими ветеранами.
Поскольку имя Атея Капитона после всех этих событий в источниках более не фигурирует, французский исследователь Ф. Инар выдвинул версию о вероятной гибели Гая во время триумвирского террора в конце 43 года до н. э.